# Bijelo Brdo (gmina Derventa)
Bijelo Brdo (cyr. Бијело Брдо) – wieś w Bośni i Hercegowinie, w Republice Serbskiej, w gminie Derventa. W 2013 roku liczyła 85 mieszkańców.